# Filme mondo
Filme mondo é um subgênero de filmes de documentários exploratórios. Muitos filmes mondo são feitos de forma a se assemelhar a um pseudodocumentário e geralmente retratam tópicos, cenas, ou situações sensacionalistas. Traços comuns de filmes mondo incluem retratos de culturas estrangeiras (que atraíram acusações de etnocentrismo ou racismo), uma ênfase em assuntos tabu como morte e sexo, e sequências encenadas apresentadas como filmagens documentais genuínas. Com o tempo, os filmes deram ênfase crescente às filmagens de mortos e moribundos (ambos reais e falsos).
O termo mondo é italiano para "mundo". O termo shockumentary também é usado para descrever o gênero.
Os filmes Mondo começaram a ganhar popularidade na década de 1960 com os lançamentos de Mondo Cane (1962), Women of the World (1963) e Africa Addio (1966). O gênero sem dúvida atingiu seu pico com Faces of Death (1978), um filme que inspirou uma miríade de imitadores, como Banned from Television, Death Scenes, e as séries Traces of Death e Faces of Gore.

## História
Embora filmes anteriores como Europa di notte  [ it ] (Europe by Night ou European Nights, 1959) de Alessandro Blasetti e Il mondo di notte  [ it ] (World by Night, 1960) de Luigi Vanzi possam ser considerados exemplos do gênero, as origens do documentário mondo são geralmente rastreadas até o filme italiano de 1962 Mondo Cane (A Dog's World—uma leve profanação italiana) de Paolo Cavara, Gualtiero Jacopetti e Franco Prosperi, que foi um sucesso comercial.
Os documentários que imitavam Mondo Cane na década de 1960 frequentemente incluíam o termo mondo em seus títulos, mesmo que estivessem em inglês; exemplos incluem Mondo Bizarro, Mondo Daytona, Mondo Mod, Mondo Infame e Mondo Hollywood. Filmes fora do gênero seguiram o exemplo: Mondo Trasho, Mondo Weirdo: A Trip to Paranoia Paradise, Mondo Keyhole e Mondo Brutale (um lançamento alemão de The Last House on the Left de Wes Craven) se intitulam mondo, embora nenhum seja um documentário mondo. Mais tarde na década, essa convenção de nomenclatura começou a cair em desuso e cada vez menos filmes populares se identificavam como tal em seus títulos.

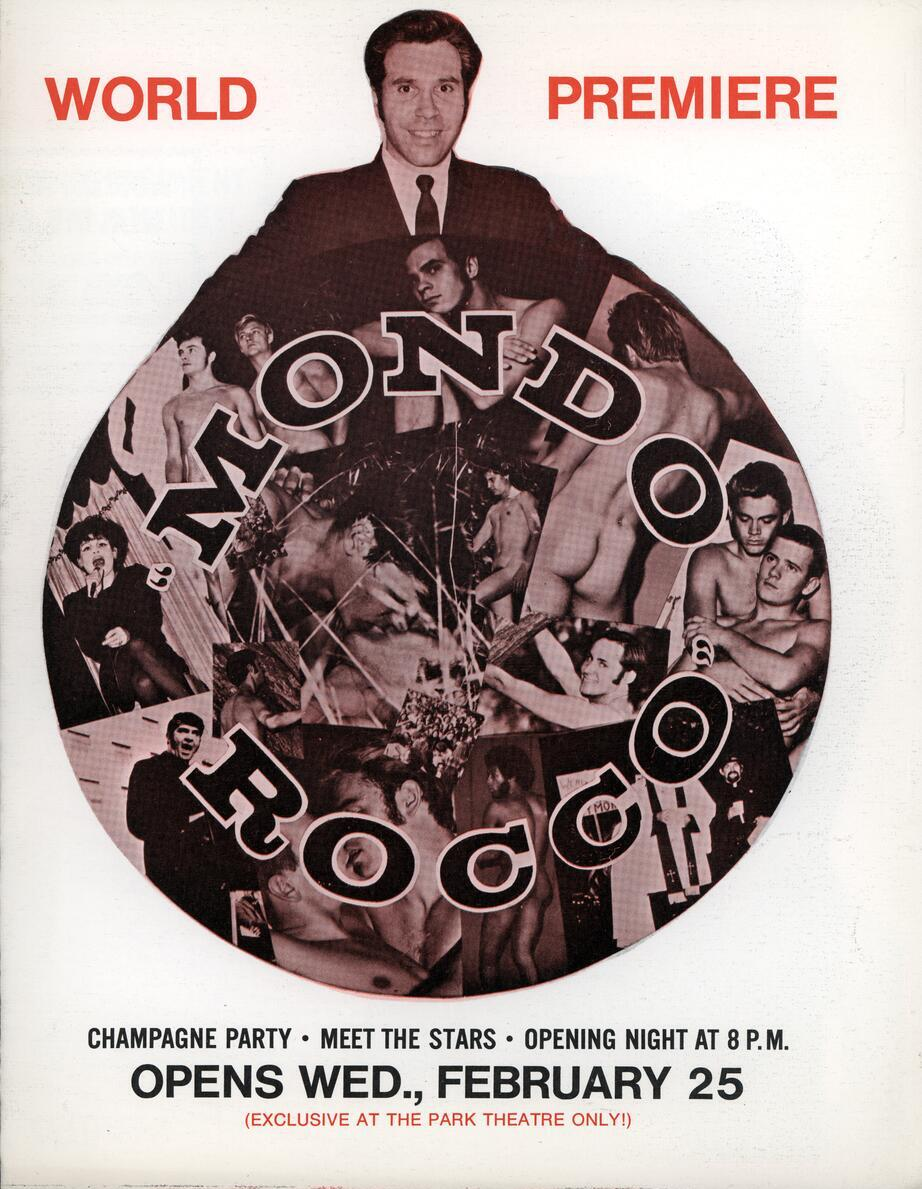
Folheto para o filme Mondo Rocco.

Os cineastas queriam superar uns aos outros em valor de choque para atrair o público. Crueldade com animais, acidentes, ritos de iniciação tribal e cirurgias são características de um mondo típico. Grande parte da ação é encenada, embora os cineastas possam alegar que seu objetivo é documentar a "realidade". Os assuntos dos filmes mondo incluem sexo (Mondo Sex e Mondo Sexualis USA); celebridades (Mondo Elvis e Mondo Lugosi); cultura jovem (Mondo Teeno) e a subcultura gay (Mondo Rocco).
O filme Mondo Topless de Russ Meyer foi um dos poucos "documentários" restritos ao antigo circuito de filmes de meia-noite na era pré-VCR; ele explorou clubes de striptease na década de 1960 em São Francisco, numa época em que clubes de striptease eram uma novidade nos Estados Unidos, restritos a centros de decadência de cidades portuárias (como São Francisco). Outros exemplos desse gênero incluem Mondo New York de Harvey Keith, Mondo di Notte de Gianni Proia e Mondo Balordo de Roberto Bianchi Montero.
A década de 1980 viu um ressurgimento de filmes mondo focando quase exclusivamente na morte (na tela), em vez de culturas mundiais. A série Faces of Death é um exemplo notável desse tipo de filme mondo (ou "death"). Os produtores usaram filmagens falsas (passadas como reais), mas algumas das filmagens eram legítimas (incluindo cenas de autópsias, suicídios e acidentes). O filme canibal italiano é sem dúvida um desdobramento do filme mondo.

O raro filme de 1985 Mondo Senza Veli (World Without Veils ou Mondo Fresh) foi supostamente apresentado pelos espectadores como tendo em seu final a execução brutal de um jovem estuprador árabe por empalamento retal público. Este episódio foi, no entanto, considerado por alguns espectadores como uma execução encenada.
Os filmes mondo do século XXI apresentam sangue, exemplificados pelas séries Faces of Gore e Traces of Death. Há menos filmagens falsas, e muitos usam filmagens de notícias de acidentes do Leste Asiático.
O final da década de 2010 viu outro ressurgimento, começando com as séries Bootleg Death Tape e Faces of Dying do cineasta Dustin Ferguson, ambas envolvendo vários diretores independentes do mundo todo.
Vários filmes parodiaram o gênero. Exemplos incluem Mondo Ford de Ricardo Fratelli, Mr. Mike's Mondo Video de Michael O'Donoghue do Saturday Night Live, e Is There Sex After Death? de Jeanne e Alan Abel. Mondo Beyondo parodiou a abordagem dos filmes para titulação, mas foi uma paródia da televisão por satélite.

## Filmes
A série original de filmes mondo foi a série Mondo Cane de Gualtiero Jacopetti, Paolo Cavara, e Franco Prosperi. Quando esse tipo de filme provou ser bem-sucedido, muitos imitadores o seguiram.
| Título             | Ano  | País   | Diretor e roteiro                                   | Música                     | Duração sem cortes | Notas | Fontes               |
| ------------------ | ---- | ------ | --------------------------------------------------- | -------------------------- | ------------------ | --- | -------------------- |
| Mondo Cane         | 1962 | Itália | Gualtiero Jacopetti Paolo Cavara Franco E. Prosperi | Riz Ortolani               | 108 minutos        | Duração da versão de classificação R de 85 minutos; a.k.a. A Dog's Life                                                                 | [ 24 ] [ 25 ] [ 26 ] |
| La donna nel mondo | 1963 | Itália | Gualtiero Jacopetti Paolo Cavara Franco E. Prosperi | Riz Ortolani Nino Oliviero | 107 minutos        | a.k.a. Women of the World | [ 24 ] [ 25 ] [ 26 ] |
| Mondo Cane 2       | 1963 | Itália | Gualtiero Jacopetti Franco Prosperi                 | Nino Oliviero              | 95 minutos         | Duração da versão de classificação R de 76 minutos; a.k.a. Mondo Pazzo                                                                  | [ 24 ] [ 25 ] [ 26 ] |
| Africa Addio       | 1966 | Itália | Gualtiero Jacopetti Franco Prosperi                 | Riz Ortolani               | 139 minutos        | Versão em inglês não classificada de 128 minutos; versão de classificação R de 80 minutos; a.k.a. Africa: Blood & Guts, Farewell Africa | [ 24 ] [ 25 ] [ 26 ] |
| Addio Zio Tom      | 1971 | Itália | Gualtiero Jacopetti Franco Prosperi                 | Riz Ortolani               | 136 minutos        | Versão em inglês não classificada de 123 minutos; a.k.a. Goodbye Uncle Tom                                                              | [ 24 ] [ 25 ] [ 26 ] |

O Mondo candido (1975) da dupla não é um filme mondo; o título foi imposto a eles pelo estúdio, que desejava lucrar com seus sucessos anteriores. O filme é uma releitura do romance de Voltaire, Cândido.
No final da década de 1980, Stelvio Massi (também conhecido como Max Steele) fez dois spin-offs da série original Mondo Cane, conhecidos como Mondo Cane 3 e Mondo Cane 4 em vídeo.
| Título                              | Ano  | País   | Diretor e cinematografia | Roteiro       | Duração sem cortes | Notas               | Fontes        |
| ----------------------------------- | ---- | ------ | ------------------------ | ------------- | ------------------ | ------------------- | ------------- |
| Mondo cane oggi - L'orrore continua | 1986 | Itália | Stelvio Massi            | Stelvio Massi | 78 minutos         | a.k.a. Mondo Cane 3 | [ 28 ] [ 29 ] |
| Mondo cane 2000 - L'incredibile     | 1988 | Itália | Stelvio Massi            | G. Crisanti   | 73 minutos         | a.k.a. Mondo Cane 4 | [ 28 ] [ 29 ] |

Em 1969, os irmãos Angelo e Alfredo Castiglioni começaram a fazer uma série de seus próprios filmes de Mondo até o início dos anos 80. Eles fizeram cinco filmes no total, amarrando Jacopetti e Prosperi como os mais prolíficos produtores de filmes mondo. Cada filme examina o comportamento brutal e bizarro no continente africano. Seus filmes são considerados alguns dos filmes mondo mais gráficos já feitos.
| Título                   | Ano  | País   | Diretores                                  | Música                               | Notas                                               | Fontes |
| ------------------------ | ---- | ------ | ------------------------------------------ | ------------------------------------ | --------------------------------------------------- | ------ |
| Africa segreta           | 1969 | Itália | - Angelo Castiglioni - Alfredo Castiglioni | Angelo Francesco Lavagnino           | a.k.a. Secret Africa; duração sem cortes de 103 min | [ 31 ] |
| Africa ama               | 1971 | Itália | - Angelo Castiglioni - Alfredo Castiglioni | Angelo Francesco Lavagnino           | a.k.a. Africa Uncensored                            | [ 31 ] |
| Magia nuda               | 1975 | Itália | - Angelo Castiglioni - Alfredo Castiglioni | Ciro Dammicco (creditado como Zacar) | a.k.a. Mondo Magic                                  | [ 31 ] |
| Addio ultimo uomo        | 1978 | Itália | - Angelo Castiglioni - Alfredo Castiglioni | Franco Godi                          | a.k.a. The Last Savage                              | [ 31 ] |
| Africa dolce e selvaggia | 1982 | Itália | - Angelo Castiglioni - Alfredo Castiglioni | Franco Godi                          | a.k.a. Shocking Africa                              | [ 31 ] |

Antonio Climati, diretor de fotografia de Prosperi e Jacopetti em muitos filmes mondo, juntou-se a Mario Morra em 1974 para produzir sua própria série de filmes de Mondo, conhecida como "Savage Trilogy". Prosperi também produziu os filmes. Climati e Morra eram conhecidos por cenas de encenação.
| Título                    | Ano  | Pais   | Diretores                       | Música                                   | Notas                                                        | Fontes |
| ------------------------- | ---- | ------ | ------------------------------- | ---------------------------------------- | ------------------------------------------------------------ | ------ |
| Ultime grida dalla savana | 1975 | Itália | - Antonio Climati - Mario Morra | Carlo Savina                             | a.k.a. Savage Man Savage Beast; duração sem cortes de 94 min | [ 33 ] |
| Savana violenta           | 1976 | Itália | - Antonio Climati - Mario Morra | - Guido De Angelis - Maurizio De Angelis | a.k.a. This Violent World                                    | [ 33 ] |
| Dolce e selvaggio         | 1983 | Itália | - Antonio Climati - Mario Morra | Daniele Patucchi                         | a.k.a. Sweet and Savage                                      | [ 33 ] |

Os Faces of Death de 1978 popularizaram um estilo mondo, conhecido como "Death Films", que descreveu humanos ou animais morrendo de maneira gráfica.
| Título                           | Ano       | Diretor            | Roteiro                                  | Notas                                                  | Fontes |
| -------------------------------- | --------- | ------------------ | ---------------------------------------- | ------------------------------------------------------ | ------ |
| A série Faces of Death           | 1978–1991 | John Alan Schwartz | John Alan Schwartz                       | Quatro partes                                          | [ 35 ] |
| The Worst of Faces of Death      | 1991      | John Alan Schwartz | John Alan Schwartz                       | Compilação dos três primeiros filmes de Faces of Death | [ 35 ] |
| Faces of Death: Fact or Fiction? | 1999      | John Alan Schwartz | - John Alan Schwartz - James B. Schwartz | Documentário sobre Faces of Death                      | [ 35 ] |

Uwe Schier comprou os direitos dos filmes Mondo Cane e Faces of Death e lançou suas próprias entradas em ambas as séries, consistindo em grande parte de filmagens levantadas de outros filmes mondo. Faces of Death V se baseia fortemente nas cenas de morte; Faces of Death VI consistem quase inteiramente de Days of Fury e Mondo Cane IV (não devem ser confundidos com Mondo Cane 2000, L'Incredibile, o Mondo Cane IV de Schier é de fato o quinto filme da série) de outros filmes (incluindo Death Scenes e Death Faces IV). Em 1993, o Hurricane Pictures editou uma mistura de cenas apresentadas em Addio Ultimo Uomo e Schocking Africa, rotulando-o como o "quinto capítulo" da saga (Teil V em alemão).
| Título            | Ano  | País     | Notas               |
| ----------------- | ---- | -------- | ------------------- |
| Mondo Cane IV     | 1992 | Alemanha |                     |
| Mondo Cane teil V | 1993 | Alemanha | a.k.a. Mondo Cane 5 |
| Faces of Death V  | 1995 | Alemanha |                     |
| Faces of Death VI | 1996 | Alemanha |                     |

Vários imitadores seguiram a série Faces of Death; muitos usaram (ou eram compostos inteiramente de) imagens de outros filmes mondo.
| Título                         | Ano       | Diretor        | Roteiro                        | Música                           | Notas                                                 |
| ------------------------------ | --------- | -------------- | ------------------------------ | -------------------------------- | ----------------------------------------------------- |
| A série Death Scenes           | 1989–1993 | Nick Bougas    | - Nick Bougas - F. B. Vincinzo | Richard Gibson, Peter H. Gilmore | Três partes                                           |
| A série Traces of Death        | 1993–2000 | Damon Fox      | Damon Fox                      | Vários                           | Cinco partes                                          |
| A série Banned from Television | 1998      | Joe Francis    |                                | APM Music                        | Três partes; lançado nos EUA pela Mantra Films.       |
| A série Banned! In America     | 1998–2003 | Nomo Ichi      |                                | Delta 9                          | Seis partes; lançado nos EUA pela Brain Damage Films. |
| A série Faces of Gore          | 1999–2000 | Todd Tjersland | Todd Tjersland                 |                                  | Três partes                                           |
| Best of Faces of Gore          | 2000      | Todd Tjersland | Todd Tjersland                 |                                  | Vídeo de compilação                                   |

Outros filmes mondo e longas-metragens influenciados pelo gênero foram lançados.
| Título                                                           | Ano  | País                                           | Diretor                                                | Roteiro                                                     | Música                                                          | Notas |
| ---------------------------------------------------------------- | ---- | ---------------------------------------------- | ------------------------------------------------------ | ----------------------------------------------------------- | --------------------------------------------------------------- | --- |
| Ecco                                                             | 1963 | Itália                                         | Gianni Proia                                           | R.W Cresse                                                  | Riz Ortolani                                                    | a.k.a. This Shocking World |
| Mondo nudo                                                       | 1963 | Itália                                         | Francesco De Feo                                       | Gian Carlo Fusco Giuseppe Marotta                           | Teo Usuelli                                                     | a.k.a. Naked World |
| I tabù                                                           | 1963 | Itália                                         | Romolo Marcellini                                      | Ugo Guerra                                                  |                                                                 | a.k.a. Taboos of the World |
| Hollywood's World of Flesh                                       | 1963 | Estados Unidos                                 | Lee Frost                                              |                                                             |                                                                 | |
| Mondo Infame                                                     | 1963 | Itália                                         | Roberto Bianchi Montero                                |                                                             |                                                                 | |
| London in the Raw                                                | 1964 | Reino Unido                                    | - Arnold L. Miller - Norman Cohen                      | Arnold L. Miller                                            |                                                                 | |
| Il pelo nel mondo                                                | 1964 | Itália                                         | Antonio Margheriti Marco Vicario                       | Antonio Margheriti Marco Vicario                            | Bruno Nicolai Nino Oliviero                                     | a.k.a. Go Go Go World, Mondo Inferno, e Weird, Wicked World                                                                                    |
| Kwaheri: Vanishing Africa                                        | 1964 | Estados Unidos                                 | Thor L. Brooks Byron Chudnow                           | Michael Vittes                                              | Byron Ross                                                      | |
| I Malamondo                                                      | 1964 | Itália                                         | Paolo Cavara                                           | Guido Castaldo Paolo Cavara Ugo Gregoretti Francesco Torti  | Ennio Morricone                                                 | |
| Le Schiave Esistono Ancora                                       | 1964 | - Itália - França                              | - Maleno Malenotti - Roberto Malenotti - Folco Quilici | - Baccio Bandini - Gianfranco Calderoni - Roberto Malenotti | Teo Usuelli                                                     | a.k.a. Slave Trade in the World Today, There Are Still Slaves in the World                                                                     |
| Mondo Balordo                                                    | 1964 | Itália                                         | Roberto Bianchi Montero                                | - Guido Castaldo - Francesco Torti                          | - Coriolano Gori - Nino Rosso                                   | a.k.a. A Fool's World; versão em inglês narrada por Boris Karloff                                                                              |
| L'amore primitivo                                                | 1964 | Itália                                         | Luigi Scattini                                         | - Massimo Pupillo - Luigi Scattini                          | Lallo Gori                                                      | a.k.a. Primitive Love |
| I tabù n. 2                                                      | 1965 | Itália                                         | Romolo Marcellini                                      | Giancarlo Del Re                                            |                                                                 | a.k.a. Taboos of the World 2, Macabro |
| Primitive London                                                 | 1965 | Reino Unido                                    | - Arnold Louis Miller                                  |                                                             |                                                                 | |
| The Forbidden                                                    | 1966 | - Itália - França                              | - Benjamin Andrews - Lee Frost                         | Benjamin Andrews                                            |                                                                 | |
| Mondo Topless                                                    | 1966 | Estados Unidos                                 | Russ Meyer                                             |                                                             | The Aladdins                                                    | |
| Mondo Freudo                                                     | 1966 | Estados Unidos                                 | Lee Frost                                              |                                                             | - Rodney Lee Bermingham - The Duvals - Chuck Morgan - Bill Wild | |
| Mondo Bizarro                                                    | 1966 | Estados Unidos                                 | Lee Frost                                              | Lee Frost                                                   | Lawrence Von Lattman                                            | |
| The Mystery and the Pleasure                                     | 1966 | Reino Unido                                    | Edward Stewart Abraham                                 |                                                             |                                                                 | a.k.a. Our Incredible World |
| Mondo oscenità                                                   | 1966 | Estados Unidos                                 | Joseph P. Mawra                                        | Ernest Franklin                                             |                                                                 | a.k.a. World of Obscenity |
| Mondo Hollywood                                                  | 1967 | Estados Unidos                                 | Robert Carl Cohen                                      | Robert Carl Cohen                                           | Mike Curb                                                       | |
| Mondo Mod                                                        | 1967 | Estados Unidos                                 | Peter Perry Jr.                                        | Sherman Greene                                              |                                                                 | |
| Teenage Rebellion                                                | 1967 | - Reino Unido - Itália - Estados Unidos        | - Norman T. Herman - Jörn Donner - Jean Herman         | Norman T. Herman                                            |                                                                 | a.k.a. Mondo Teeno |
| Mondo Daytona                                                    | 1968 | Estados Unidos                                 | Frank Willard                                          |                                                             |                                                                 | |
| The Wild, Wild World of Jayne Mansfield                          | 1968 | - Estados Unidos - França - Alemanha Ocidental | - Charles W. Broun, Jr. - Joel Holt - Arthur Knight    | Charles Ross                                                |                                                                 | |
| Sweden: Heaven and Hell                                          | 1968 | Itália                                         | Luigi Scattini                                         | Luigi Scattini                                              | Piero Umiliani                                                  | |
| Witchcraft '70                                                   | 1969 | Itália                                         | - Luigi Scattini - Lee Frost                           | - Alberto Bevilacqua - Luigi Scattini                       |                                                                 | |
| L'altra faccia del peccato                                       | 1969 | Itália                                         | Marcello Avallone                                      | - Giacinto Ciaccio - Massimo D'Avak                         | Peppino De Luca                                                 | a.k.a. The Queer, the Erotic |
| Mille peccati... nessuna virtù                                   | 1969 | Itália                                         | Sergio Martino                                         | Sergio Martino                                              | Peppino De Luca                                                 | a.k.a. Mondo Sex |
| Inghilterra nuda                                                 | 1969 | Itália                                         | Vittorio De Sisti                                      | Pino De Martino Ettore Mattia                               | Piero Piccioni                                                  | a.k.a. Naked England |
| America così nuda, così violenta                                 | 1970 | Itália                                         | Sergio Martino                                         | Luciano Martino                                             | Bruno Nicolai                                                   | a.k.a. Naked and Violent |
| Dove non è peccato                                               | 1970 | Itália                                         | Antonio Colantuoni                                     | - Antonio Colantuoni - Augusto Marcelli                     | Piero Umiliani                                                  | a.k.a. Tämä on Suomi (This is Finland) |
| Is There Sex After Death?                                        | 1971 | Estados Unidos                                 | - Alan Abel - Jeanne Abel                              | - Alan Abel - Jeanne Abel - Buck Henry                      |                                                                 | |
| Questo sporco mondo meraviglioso                                 | 1971 | Itália                                         | - Mino Loy - Luigi Scattini                            |                                                             |                                                                 | a.k.a. Mondo Cane 2000 |
| Shocking Asia                                                    | 1974 | Alemanha Ocidental                             | Rolf Olsen                                             | - Rolf Olsen - Ingeborg Stein Steinbach                     | Erwin Halletz                                                   | Duração sem cortes de 94 min. |
| Journey Into the Beyond                                          | 1975 | Alemanha Ocidental                             | Rolf Olsen                                             | Paul Ross                                                   | Don Great                                                       | |
| Australia After Dark                                             | 1975 | Austrália                                      | John D. Lamond                                         |                                                             |                                                                 | |
| Notti Porno nel Mondo                                            | 1977 | Itália                                         | Bruno Mattei                                           | Bruno Mattei                                                | Gianni Marchetti                                                | a.k.a. Mondo Erotica |
| This Is America                                                  | 1977 | Estados Unidos                                 | Romano Vanderbes                                       | Romano Vanderbes                                            | Emmanuel Vardi                                                  | a.k.a. Crazy Ridiculous American People (UK), Candid America, Jabberwalk, Shocking America                                                     |
| Brutes and Savages                                               | 1978 | Estados Unidos                                 | Arthur Davis                                           | Jenny Craven                                                | Riz Ortolani                                                    | |
| Mr. Mike's Mondo Video                                           | 1979 | Estados Unidos                                 | Michael O'Donoghue                                     | Mitch Glazer                                                | Paul Shaffer                                                    | |
| This Is America Part 2                                           | 1980 | Estados Unidos                                 | Romano Vanderbes                                       | Bill Milling                                                | Emmanuel Vardi                                                  | |
| Days of Fury                                                     | 1980 | Estados Unidos                                 | Fred Warshofsky                                        |                                                             |                                                                 | a.k.a. Doomsday |
| Des Morts                                                        | 1981 | - França - Bélgica                             | Jean-Pol Ferbus Dominique Garny Thierry Zéno           | Jean-Pol Ferbus Dominique Garny Thierry Zéno                | Alain Pierre                                                    | a.k.a. Of the Dead; duração sem cortes de 105 min.                                                                                             |
| Great White Death                                                | 1981 | - Canadá - Estados Unidos                      | Jean-Patrick Lebel                                     |                                                             | Jean Sauvageau                                                  | a.k.a. Sharks! Pirates of the Deep |
| The Killing of America                                           | 1982 | - Estados Unidos - Japão                       | - Sheldon Renan - Leonard Schrader                     | - Chieko Schrader - Leonard Schrader                        | - W. Michael Lewis - Mark Lindsay                               | a.k.a. Violence U.S.A. no Japão; duração sem cortes de 90 min.                                                                                 |
| Dimensione Violenza                                              | 1983 | Itália                                         | Mario Morra                                            | - Mario Morra - Willy Molco - Emilio Ugoletti               |                                                                 | a.k.a. Savage Zone |
| Nudo e crudele                                                   | 1984 | Itália                                         | Bitto Albertini                                        | - Bitto Albertini - Maurizio Mannino - Vincenzo Mannino     | Nico Fidenco                                                    | a.k.a. Naked and Cruel |
| Shocking Asia II: The Last Taboos                                | 1985 | Alemanha Ocidental                             | Rolf Olsen                                             | Rolf Olsen                                                  | Erwin Halletz                                                   | |
| Love duro e violento                                             | 1985 | Itália                                         | Claudio Racca                                          |                                                             |                                                                 | |
| Mondo senza veli                                                 | 1985 | Itália                                         | Adalberto Albertini                                    |                                                             |                                                                 | |
| Forest of Bliss                                                  | 1986 | Inglaterra                                     | Robert Gardner, Ákos Östör                             |                                                             |                                                                 | Na verdade, é um filme etnográfico, mas trata exclusivamente dos costumes de cremação de Benares (que parecem chocantes na cultura ocidental). |
| Noi e l'amore - comportamento sessuale variante                  | 1986 | Itália                                         | Antonio D’Agostino                                     |                                                             |                                                                 | |
| Droga sterco di Dio                                              | 1987 | Itália                                         | Stelvio Massi                                          |                                                             |                                                                 | |
| I vizi segreti degli italiani quando credono di non essere visti | 1987 | Itália                                         | Camillo Teti                                           |                                                             |                                                                 | |
| True Gore                                                        | 1987 | Estados Unidos                                 | M. Dixon Causey                                        | M. Dixon Causey                                             | - Monte Cazazza - The Atom Smashers                             | |
| Faces of Torture                                                 | 1988 | Estados Unidos                                 | - Mark David Decker - Beverly Hagan - Dave Jenkins     | Larry Fox                                                   |                                                                 | |
| Death Faces                                                      | 1988 | Reino Unido                                    | - Countess Victoria Bloodhart - Steve White            | S. Sebastian Shock                                          |                                                                 | a.k.a. Death Faces IV, Dying: Last Seconds of Life, Beyond Reality                                                                             |
| Dying: Last Seconds of Life, Part II                             | 1988 | Reino Unido                                    | Steve White                                            |                                                             |                                                                 | a.k.a. Beyond Reality 2 |
| Mondo New York                                                   | 1988 | Estados Unidos                                 | Harvey Keith                                           | - Harvey Keith - David Silver                               | Luis Perico Ortiz                                               | Duração sem cortes de 83 min. |
| Death in Focus                                                   | 1989 | Estados Unidos                                 | Elvis Boorman                                          |                                                             |                                                                 | |
| Empire of Madness                                                | 1989 | Estados Unidos                                 | M. Dixon Causey                                        |                                                             |                                                                 | a.k.a. True Gore II |
| Inhumanities                                                     | 1989 | Estados Unidos                                 | Harvey Keith                                           |                                                             |                                                                 | |
| Inhumanities II: Modern Atrocities                               | 1989 | Estados Unidos                                 | Wesley Emerson                                         | Anthony R. Lovett                                           |                                                                 | |
| Death File                                                       | 1989 | Japão                                          | Susumu Saegusa                                         |                                                             |                                                                 | |
| Death File 2                                                     | 1989 | Japão                                          | Susumu Saegusa                                         |                                                             |                                                                 | |
| Death File 3                                                     | 1989 | Japão                                          | Susumu Saegusa                                         |                                                             |                                                                 | |
| Death File 4                                                     | 1990 | Japão                                          | Susumu Saegusa                                         |                                                             |                                                                 | |
| Death File 5                                                     | 1991 | Japão                                          | Susumu Saegusa                                         |                                                             |                                                                 | |
| America Exposed                                                  | 1991 | Estados Unidos                                 | Romano Vanderbes                                       | Romano Vanderbes                                            |                                                                 | a.k.a. Shocking America 2 |
| New Death File: Fetal Scream                                     | 1991 | Japão                                          | Susumu Saegusa                                         |                                                             |                                                                 | |
| Death File: Special Edition - Mediums and the Dead               | 1992 | Japão                                          | Susumu Saegusa                                         |                                                             |                                                                 | |
| New Death File II                                                | 1992 | Japão                                          | Susumu Saegusa                                         |                                                             |                                                                 | |
| Engineering Red                                                  | 1993 | - Estados Unidos - Rússia                      | Andrey Yi                                              | Andrey Yi                                                   |                                                                 | |
| New Death File III                                               | 1993 | Japão                                          | Susumu Saegusa                                         |                                                             |                                                                 | |
| Death File: Summary                                              | 1994 | Japão                                          | Susumu Saegusa                                         |                                                             |                                                                 | |
| Death File: Red                                                  | 1994 | Japão                                          | Susumu Saegusa                                         |                                                             |                                                                 | |
| Death File: Yellow                                               | 1994 | Japão                                          | Susumu Saegusa                                         |                                                             |                                                                 | |
| Death File: Black                                                | 1994 | Japão                                          | Susumu Saegusa                                         |                                                             |                                                                 | |
| Executions                                                       | 1995 | Reino Unido                                    | - David Herman - Arun Kumar - David Monaghan           | - David Herman - David Monaghan                             |                                                                 | |
| Executions II                                                    | 1995 | Estados Unidos                                 | David Herman                                           |                                                             |                                                                 | |
| Shocking Asia III: After Dark                                    | 1995 | - Hong Kong - Japão                            | - Sung-Jiu Kang - Takafumi Nagamine                    |                                                             |                                                                 | |
| Death File: Buster - Murders & Executions                        | 1995 | Japão                                          | Susumu Saegusa                                         |                                                             |                                                                 | |
| Facez of Death 2000                                              | 1996 | Estados Unidos                                 | Lorenzo Munoz Jr.                                      |                                                             |                                                                 | a.k.a. Faces of Death: The Millennium |
| Facez of Death 2000: Part Two                                    | 1996 | Alemanha                                       | Lorenzo Munoz Jr.                                      |                                                             |                                                                 | a.k.a. Facez of Death Vol. 2: Dead in Asia |
| The Ultimate Death Experience                                    | 1996 | Estados Unidos                                 | Lorenzo Munoz Jr.                                      |                                                             |                                                                 | |
| You Gotta See This!                                              | 1996 | Estados Unidos                                 | J. Rupert Thompson                                     | - Bruce Nash - Scooter Pietsch                              |                                                                 | |
| Paramedics                                                       | 1997 | Estados Unidos                                 | Lorenzo Munoz Jr.                                      | Lorenzo Munoz Jr.                                           |                                                                 | |
| Paramedics II                                                    | 1997 | Estados Unidos                                 | Lorenzo Munoz Jr.                                      | Lorenzo Munoz Jr.                                           |                                                                 | |
| Shock-X-Treme Vol. 1: Snuff Video                                | 1997 | Estados Unidos                                 | Gordon Vein                                            | Gordon Vein                                                 |                                                                 | |
| Absolute Punishment: The Ultimate Death Experience Part 2        | 1998 | Estados Unidos                                 | - 1312 - Skelter                                       |                                                             |                                                                 | |
| Facez of Death 2000: Part Three                                  | 1998 | Estados Unidos                                 | Lorenzo Munoz Jr.                                      |                                                             |                                                                 | |
| The Amazing Shocking Asia                                        | 1998 | Estados Unidos                                 | Gordon Vein                                            |                                                             |                                                                 | a.k.a. Banned from Asia |
| Facez of Death 2000: Part Four                                   | 2000 | Estados Unidos                                 | Lorenzo Munoz Jr.                                      |                                                             |                                                                 | |
| Autopsy: Through the Eyes of Death's Detectives                  | 2001 | Estados Unidos                                 | Michael Kriegsman                                      |                                                             |                                                                 | |
| Orozco the Embalmer                                              | 2001 | - Colômbia - Japão                             | Kiyotaka Tsurisaki                                     | Kiyotaka Tsurisaki                                          |                                                                 | |
| Mondo Ford                                                       | 2001 | Estados Unidos                                 | Ricardo Fratelli                                       | - Scott Calonico - Ricardo Fratelli                         | - Scott Calonico - Ricardo Fratelli                             | |
| Bumfights Vol. 1: A Cause for Concern                            | 2002 | Estados Unidos                                 | Ryen McPherson                                         |                                                             |                                                                 | |
| Bumfights Vol. 2: Bumlife                                        | 2003 | Estados Unidos                                 | Ryen McPherson                                         |                                                             |                                                                 | |
| Bumfights Vol. 3: The Felony Footage                             | 2004 | Estados Unidos                                 | Ryen McPherson                                         |                                                             |                                                                 | |
| Man VS Man                                                       | 2004 | Itália                                         | - Davide Lingua - Giuseppe Vercellotti                 |                                                             |                                                                 | |
| Hood 2 Hood: The Blockumentary                                   | 2005 | Estados Unidos                                 | Aquis Bryant                                           |                                                             |                                                                 | |
| Terrorists, Killers & Middle-East Wackos                         | 2005 | Estados Unidos                                 | Ryen McPherson                                         |                                                             |                                                                 | |
| Bumfights Vol. 4: Return of Ruckus                               | 2006 | Estados Unidos                                 | Ryen McPherson                                         |                                                             |                                                                 | |
| Shock-X-Treme Vol. 2: Death.com                                  | 2006 | Estados Unidos                                 | Lorenzo Munoz Jr.                                      |                                                             |                                                                 | |
| Shock-X-Treme Vol. 3: Gangs of Death                             | 2006 | Estados Unidos                                 | Lorenzo Munoz Jr.                                      |                                                             |                                                                 | |
| Junk Films                                                       | 2008 | Japão                                          | Kiyotaka Tsurisaki                                     |                                                             |                                                                 | |
| Criminals Gone Wild                                              | 2008 | Estados Unidos                                 | Ousala Aleem                                           |                                                             |                                                                 | |
| Hood 2 Hood: The Blockumentary Part II                           | 2008 | Estados Unidos                                 | Aquis Bryant                                           |                                                             |                                                                 | |
| Murder Collection V.1                                            | 2009 | Estados Unidos                                 | Fred Vogel                                             | Don Moore Fred Vogel Shelby Vogel Jerami Cruise             |                                                                 | |
| Mondo Sexxxx: The Terry Kobrah Story                             | 2011 | Estados Unidos                                 | Logan Myers                                            |                                                             |                                                                 | |
| Mondo Delirium                                                   | 2011 | Itália                                         | Flavio Sciolè                                          | Flavio Sciolè                                               |                                                                 | Duração sem cortes de 170 min. |
| Made in Italy                                                    | 2012 | Itália                                         | Jephta                                                 |                                                             |                                                                 | |
| Registros Fatais                                                 | 2012 | Brasil                                         | Lázaro Hahn                                            |                                                             |                                                                 | a.k.a. Fatal Records |
| Registros Fatais 2: Extreme!                                     | 2012 | Brasil                                         | Lázaro Hahn                                            |                                                             |                                                                 | a.k.a. Fatal Records 2: Extreme! |
| Shock-X-Treme Vol. 4: Real Fights                                | 2012 | Estados Unidos                                 | Lorenzo Munoz Jr.                                      |                                                             |                                                                 | |
| Mondomanila                                                      | 2012 | Filipinas                                      | Khavn                                                  |                                                             |                                                                 | |
| Bootleg Death Tape                                               | 2012 | Estados Unidos                                 | Dustin Ferguson                                        |                                                             |                                                                 | |
| Registros Fatais 3: Apocalypse                                   | 2012 | Brasil                                         | Lázaro Hahn                                            |                                                             |                                                                 | a.k.a. Fatal Records 3: Apocalypse |
| Most Disturbed Person On Planet Earth                            | 2013 | Estados Unidos                                 | Thomas Extreme Cinemagore                              |                                                             |                                                                 | |
| Hood 2 Hood: The Blockumentary Part III                          | 2013 | Estados Unidos                                 | Aquis Bryant                                           |                                                             |                                                                 | |
| Most Disturbed Person On Planet Earth 2                          | 2014 | Estados Unidos                                 | Thomas Extreme Cinemagore                              |                                                             |                                                                 | |
| Occult Holocaust                                                 | 2014 | Estados Unidos                                 | Dustin Ferguson                                        |                                                             |                                                                 | a.k.a. Occult Predator |
| Faces of Dying                                                   | 2015 | Estados Unidos                                 | Dustin Ferguson                                        |                                                             |                                                                 | |
| Mondo Shock                                                      | 2016 | Estados Unidos                                 | Dustin Ferguson                                        |                                                             |                                                                 | |
| Faces of Snuff                                                   | 2016 | Estados Unidos                                 | Vários                                                 | Vários                                                      |                                                                 | |
| Mondo CANEvese                                                   | 2016 | Itália                                         | - Davide Lingua - Pasquale Vigilante                   |                                                             |                                                                 | |
| At the shadow of the tower                                       | 2017 | Itália                                         | - Davide Lingua - Luigi D'Alessandro - Fabio Tosa      |                                                             |                                                                 | |
| Heart of Africa                                                  | 2018 | Itália                                         | - Davide Lingua - Pasquale Vigilante                   |                                                             |                                                                 | |
| America: Land of the Freeks                                      | 2018 | - Alemanha - Estados Unidos                    | Ulli Lommel                                            |                                                             |                                                                 | |
| Criminals Gone Wild 2: Menace II Humanity                        | 2018 | Estados Unidos                                 | Ousala Aleem                                           |                                                             |                                                                 | |
| Most Disturbed Person On Planet Earth III                        | 2019 | Estados Unidos                                 | Thomas Extreme Cinemagore                              |                                                             |                                                                 | |
| HollyWEIRD                                                       | 2020 | Estados Unidos                                 | Dustin Ferguson                                        |                                                             |                                                                 | |
| Bootleg Death Tape II                                            | 2020 | Estados Unidos                                 | Dustin Ferguson                                        |                                                             |                                                                 | |
| Bootleg Death Tape III                                           | 2020 | Estados Unidos                                 | Dustin Ferguson                                        |                                                             |                                                                 | |
| Faces of Dying II                                                | 2021 | Estados Unidos                                 | Dustin Ferguson                                        |                                                             |                                                                 | |
| Faces of Dying III: The Final Assault                            | 2021 | Estados Unidos                                 | Dustin Ferguson                                        |                                                             |                                                                 | |
| Mondo Shock 2                                                    | 2021 | Estados Unidos                                 | Dustin Ferguson                                        |                                                             |                                                                 | |